# 倫特瓦里斯
倫特瓦里斯是立陶宛的城市，位於該國東南部，距離首都維爾紐斯18公里，由維爾紐斯縣負責管轄，海拔高度158米，2011年人口11,294。第二次世界大戰期間，納粹德國在1941年至1944年佔領該市。